# フィードパス
フィードパス株式会社 (Feedpath, Inc.) は、インターネット、イントラネットを問わず、情報共有プラットフォーム上で、企業向けアプリケーションソフトのSaaSビジネスを中心に、アプリケーションソフトのライセンスビジネス (B2B) の企画・開発、販売を事業ドメインとしているウェブサービスプロバイダ。
代表的な製品・サービスはWebメール「feedpath Mail」、グループカレンダー「feedpath Calendar」、イントラブログ「blogengine」、Google Apps拡張ガジェット「feedpath Gadget」など。
当時サイボウズ副社長であった津幡靖久を中心に、会社としては2005年4月にブログエンジン株式会社として設立され、事業転換をきっかけに2006年4月にフィードパス株式会社に社名変更した。取締役CTOは「Web2.0 Book」の著者である後藤康成（ごとう やすなり）。

## 沿革
- 2005年4月 - ブログエンジン株式会社としてインターネットビジネス・インキュベーターのネットエイジグループ（現 ngi group）により設立される
- 2006年3月 - サイボウズの資本参加によりサイボウズグループとなる
- 2006年4月 - サイボウズのコンシューマー事業である「feedpath」事業を事業移管するとともにフィードパス株式会社に社名変更
- 2006年6月 - 米国Zimbra Inc.の「Zimbra Collaboration Suite」を日本展開することを住友商事とともに発表。住友商事が資本参加
- 2006年10月 - 企業向けブログ「blogengine」をサイボウズに「サイボウズブログとして」OEM提供開始
- 2007年2月 - 「Zimbra Collaboration Suite」を「feedpath Mail」（当時はfeedpath Zebra）としてSaaSで販売開始
- 2007年4月 - フィードリーダー「feedpath Rabbit」、フィードデータベース「feedpath Skunk」のサービスを開始
- 2007年5月 - 「サイボウズ Office 6」とWEB データベース「サイボウズ デヂエ」をASP により提供開始
- 2009年2月 - SaaS型「サイボウズ Office 8」「サイボウズ デヂエ 8」を提供開始
- 2009年6月 - クラウド型グループカレンダー「feedpath Calendar」を無償提供開始
- 2009年11月 - クラウド型グループカレンダー「feedpath Calendar」を正式提供開始
- 2010年3月 - クラウド型企業間コラボレーションサービス「feedpath Rooms」を正式提供開始
- 2010年9月 - Google Appsで提供されているGoogle カレンダーの機能を拡張するガジェット「feedpath Gadget」を正式提供開始
- 2011年4月 - ヤフー株式会社がフィードパスの既存株主から全株式を取得することが発表され、ヤフーの連結子会社となる

## 歴史

### ブログエンジン株式会社設立
2005年 4月、株式会社ネットエイジグループ（現 ngi group）が同社の投資事業会社であるネットエイジキャピタルパートナーズ株式会社を通じフィードパスの前身となる「ブログエンジン株式会社」を設立。　初代代表取締役社長は（当時）ネットエイジキャピタルパートナーズの金子陽三が務めた。当時のブログエンジンのフラッグシッププロダクトは moblo OEM。これは2003年秋からサービスを始めた moblo.jp をパッケージ化したブログツールである moblo.jp のコンセプトをベースとし、エンタープライズユースにも耐えられるようソースコードは書き下ろし、2005年3月から日立製作所が販売するイントラブログ用のブログツール iB としてOEM提供を開始した。

### Web2.0 ムーブメント
2005年11月から（当時）サイボウズの小川浩と（当時）ネットエイジの後藤康成は「Web2.0 Book」の構想を練り始め原稿の執筆を開始、2006年３月に「Web2.0 Book」（インプレスジャパン）を刊行した。同じ月にサイボウズとネットエイジはジョイントベンチャーであるフィードパスを設立。これにより小川と後藤はフィードパスの役員として共同経営をすることになった。
その後、小川と後藤は「図解 Web2.0 Book」（インプレスジャパン）、「Web2.0のビジネスルール」（毎日コミュニケーションズ）、「Web2.0が面白いほど分かる本」（中経出版）を刊行した。

### 社名をブログエンジンからフィードパスへ
2006年 4月、ブログエンジンはサイボウズから資本参加を受け、サイボウズのfeedpathプロジェクトを迎え入れると同時に社名をフィードパス株式会社に変更。Web2.0 プロジェクトであるfeedpathが事業統合。

### Zimbra Collaboration Suite日本市場参入
2007年 2月、米国Zimbra社（現：VMware）のコラボレーションウェアであるZimbra Collaboration Suiteをローカライズしたfeedpath Zebraのリリースを発表。これと同時に住友商事がフィードパスに資本参加を行った。

### フィードパスの選択と集中とベンチャー・スピリット
2008年4月、フィードパスはボストンコンサルティングの提唱している経営分析手法「プロダクト・ポートフォリオ・マネジメント(PPM)」の枠をベースに事業の選択と集中を行った。
安定的収益を生む「ライセンス事業」（Zimbraプロダクトライセンス、ブログエンジン）はCash cowのマトリクスに、成長期待のStarのマトリクスにプロットされるのは「SaaS事業」（feedpath Zebra、サイボウズ Office for SaaS、サイボウズデヂエ for SaaS）、そして成長しているものの競争の激化しているWild catには「ネットサービス事業」（feedpath Rabbit、feedpath Skunk）となる。

### ヤフージャパン グループにジョイン
2011年4月、ヤフージャパン 100％子会社となった。

## 事業
- feedpath Calendar - グループカレンダーサービス
- feedpath Gadget - Google Apps拡張ガジェット

## 主要サービス
- feedpath Calendar
  - スケジュール共有・スケジュール管理・シフト管理に特化したクラウド型グループカレンダー。携帯電話やiPhone、Android、Blackberry、iPadからモバイルスケジューラーとしてもご利用可能。
- blogengine
  - 企業向けブログシステム。基本的なブログ編集投稿機能に加えて、イントラブログに特化した機能を有する。現在はサイボウズと日立製作所にOEM提供。

### 提供終了したサービス（B2C）
- feedpath Rabbit
  - 2008年4月をもってサービス終了。前身のfeedpathは2006年1月にローンチされたWeb2.0時代を先駆けWebベースのフィードリーダー。ソーシャルタギング、Blogエディタなどの革新的な機能を備え、シンプルで洗練されたユーザーインターフェースを持っていた。
- feedpath Skunk
  - 2008年4月をもってサービス終了。feedpath Rabbitと連携するフィードデータベース。feedpath SkunkはWeb上のブログやインターネットサービスから配信されるフィードを定期的にアグリゲート（収集）しフィードのデータベースとして蓄積していた。

### 販売終了したサービス（B2B）
- feedpath Mail
  - 2010年11月をもって株式会社沖縄クロス・ヘッド社に事業譲渡。2007年2月に米国 Zimbra Inc.のコラボレーションウェアであるZimbra Collaboration Suiteをローカライズし、feedpath Zebraというブランディングで国内市場に参入。
- サイボウズ Office for SaaS
  - 2010年11月をもって株式会社沖縄クロス・ヘッド社に事業譲渡。2007年5月よりサイボウズ社が提供しているWeb 型グループウェア「サイボウズ Office」をベースにフィードパスがSaaS により提供。SaaS プラットフォームをベースとして様々な連携機能、オプション、プラン用意していた。
- サイボウズ デヂエ for SaaS
  - 2010年11月をもって株式会社沖縄クロス・ヘッド社に事業譲渡。2007年5月よりサイボウズ社が提供しているWeb 型データベース「サイボウズ デヂエ」をベースにフィードパスがSaaS により提供。業種を絞った販売戦略や初期導入支援を行い大幅にユーザーが増加した。
- サイボウズMT ServerLog / サイボウズMT ServerLog Enterprise
  - 2011年5月をもって販売終了。2009年5月より提供した統合型ログ取得システム。
- feedpath Rooms
  - 2011年9月をもって提供終了。クラウドから提供する企業間コラボレーションサービス。今までメール（ML）行っていた煩雑な企業間コミュニケーションに変わるサービス。メッセージング機能と共有ストレージ機能を備えた企業間コミュニケーションに最適な設計。
- feedpath Gadget
  - 2011年10月をもって株式会社リグアに事業譲渡。Google Appsで提供されているGoogle カレンダー機能をグループ利用向けに拡張するガジェット。Google Apps Marketplaceからインストールすることで、Google Appsのユニバーサルナビゲーションに統合されシームレスに利用可能。

## 参画団体
- Cloud Japan Initiative
- Cloud Business Alliance

## 関連企業
- ヤフー株式会社